# Prêmio Globo de Melhores do Ano de melhor personagem
O Prêmio Globo de Melhores do Ano de melhor personagem é um dos prêmios oferecidos durante a realização do Melhores do Ano, realizado anualmente pelo programa de televisão brasileiro Domingão do Faustão, da Rede Globo, destinado à melhor personagem da televisão brasileira da Rede Globo.

## Vencedores

### Década de 2010
| Ano  | Atriz/Ator       | Personagem                            | Novela            |
| ---- | ---------------- | ------------------------------------- | ----------------- |
| 2016 | Marco Nanini     | Prof. Pancrácio Martino               | Êta Mundo Bom!    |
| 2016 | Antônio Fagundes | Afrânio de Sá Ribeiro (Coronel Saruê) | Velho Chico       |
| 2016 | Selma Egrei      | Encarnação de Sá Ribeiro              | Velho Chico       |
| 2017 | Lília Cabral     | Silvana Garcia                        | A Força do Querer |
| 2017 | Tonico Pereira   | Abel Simplício do Carmo               | A Força do Querer |
| 2017 | Humberto Martins | Eurico Garcia                         | A Força do Querer |